# Allées du Mail (La Rochelle)
Les allées du Mail sont une promenade située à La Rochelle, dans le département français de la Charente-Maritime en région Nouvelle-Aquitaine.

## Historique
Les parcs Charruyer et Franck-Delmas sont reliés par les Allées du Mail (appelées aussi l’Allée du Mail ou le Mail), une promenade publique de six cents mètres de long et bordées de pins située en bordure de mer. Au XVIe siècle, le Mail était un grand pré utilisé pour les fêtes populaires et pour faire paître les animaux de ferme. Puis au siècle suivant, il fut aménagé pour s’exercer au jeu de mail qui consistait, en une de ses façons de le pratiquer, à mettre avec un maillet à long manche flexible une balle en bois sous un arceau de paille et cela en le moins de coups possibles. Ce jeu a finalement donné son nom au lieu en question. C’est au début du XIXe siècle que l’aspect actuel des Allées du Mail a été donné.
Les Allées du Mail sont constituées d’une longue et large pelouse centrale agrémentée de parterres fleuris dont la composition est modifiée chaque année. De chaque côté de cette pelouse, il y a successivement une allée piétonne, puis une rangée d’arbres et de buissons, ensuite une voie destinée à la circulation des véhicules. Tout le long de la rue, du côté droit (en remontant le Mail), ont été construites des villas balnéaires et maisons d’habitation à demi dissimulées aux regards des passants par des grilles peintes en noir. Le Mail fait partie des beaux quartiers de La Rochelle. À l’extrémité des Allées de Mail qui communique avec le parc Franck Delmas un monument aux morts de la guerre 1914-1918 a été inauguré en 1922. La statue de bronze due au sculpteur Joachim Costa est familière des Rochelais sous l'appellation de « Poulu du Mail ».

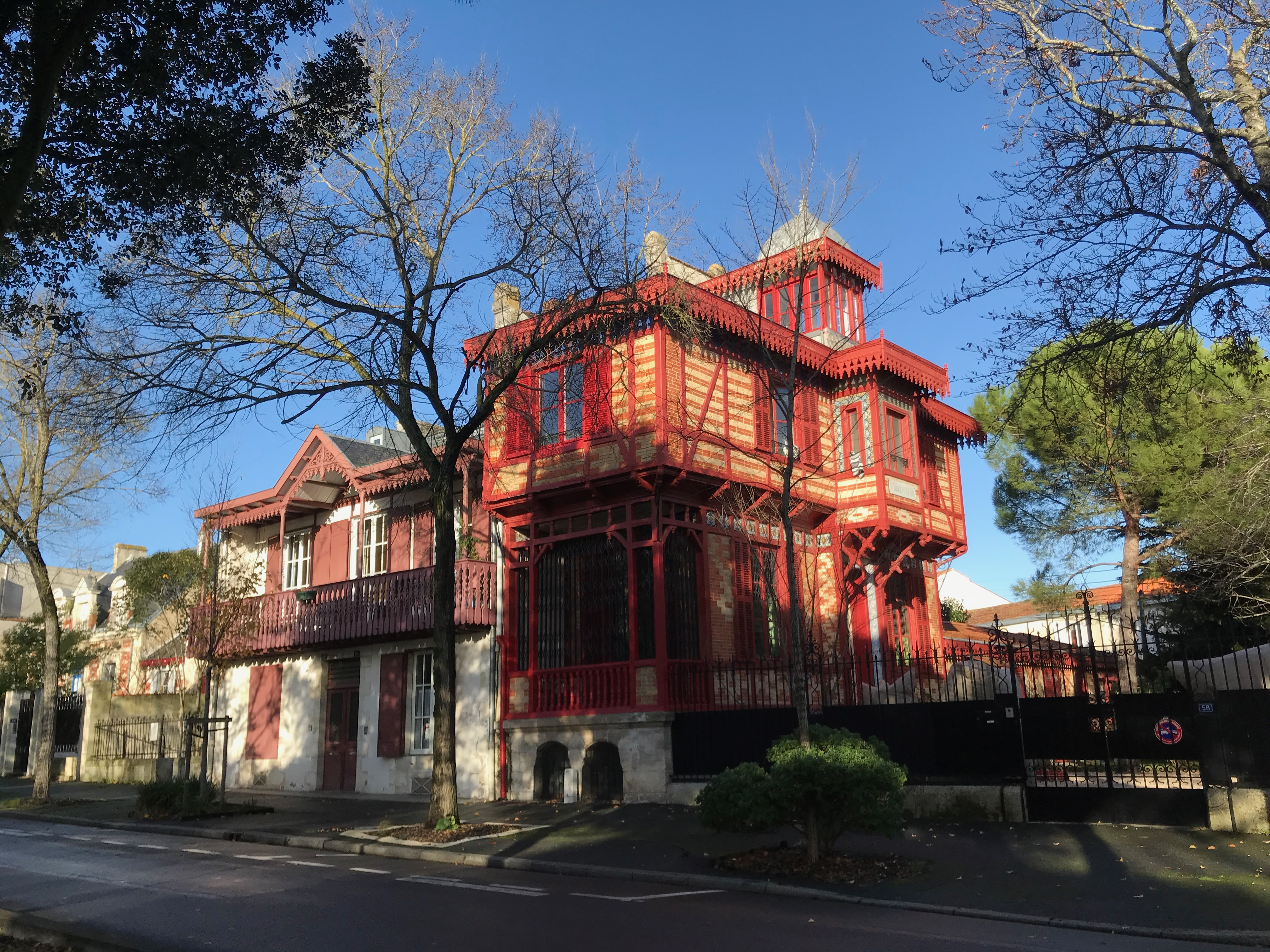
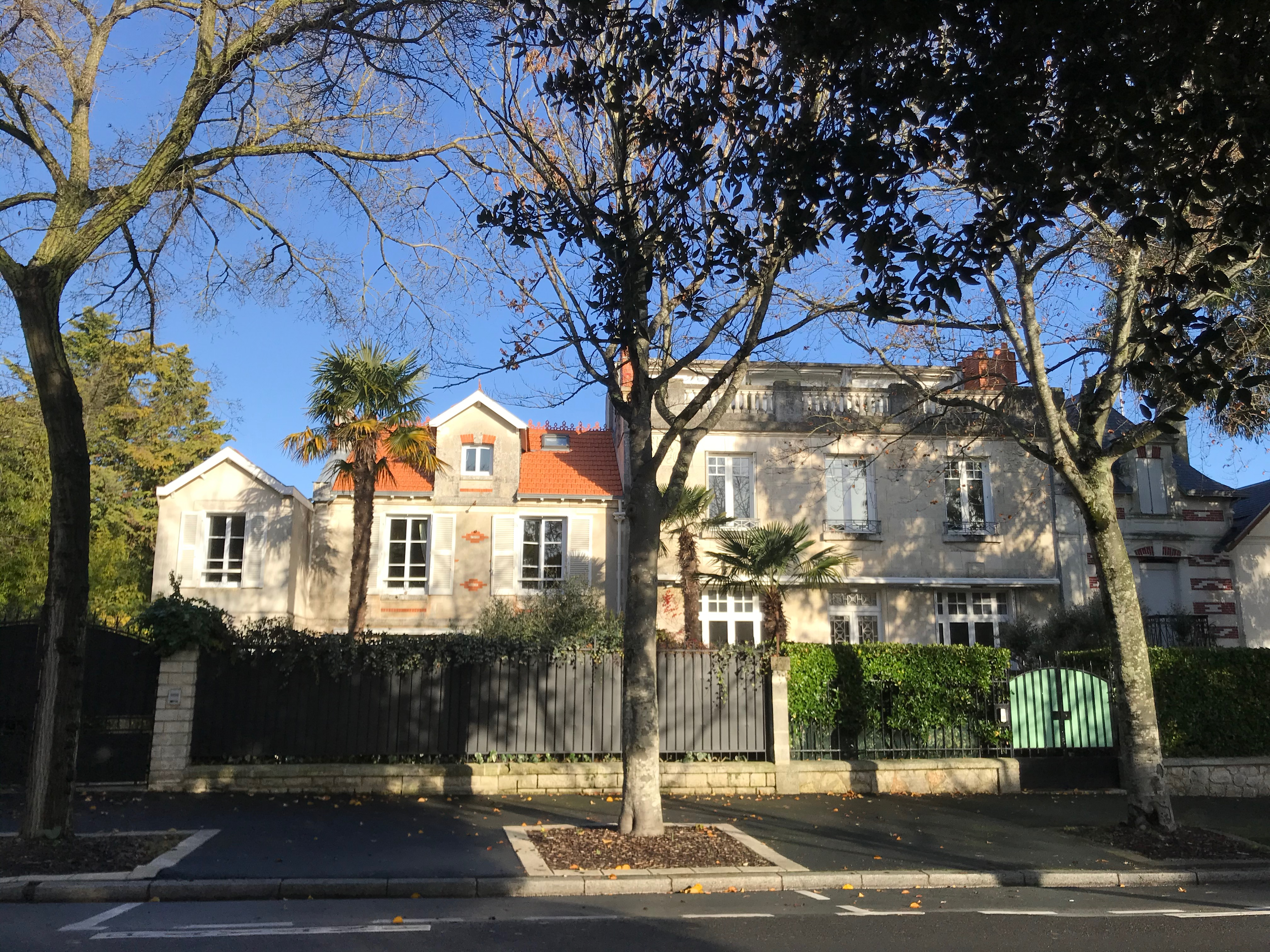
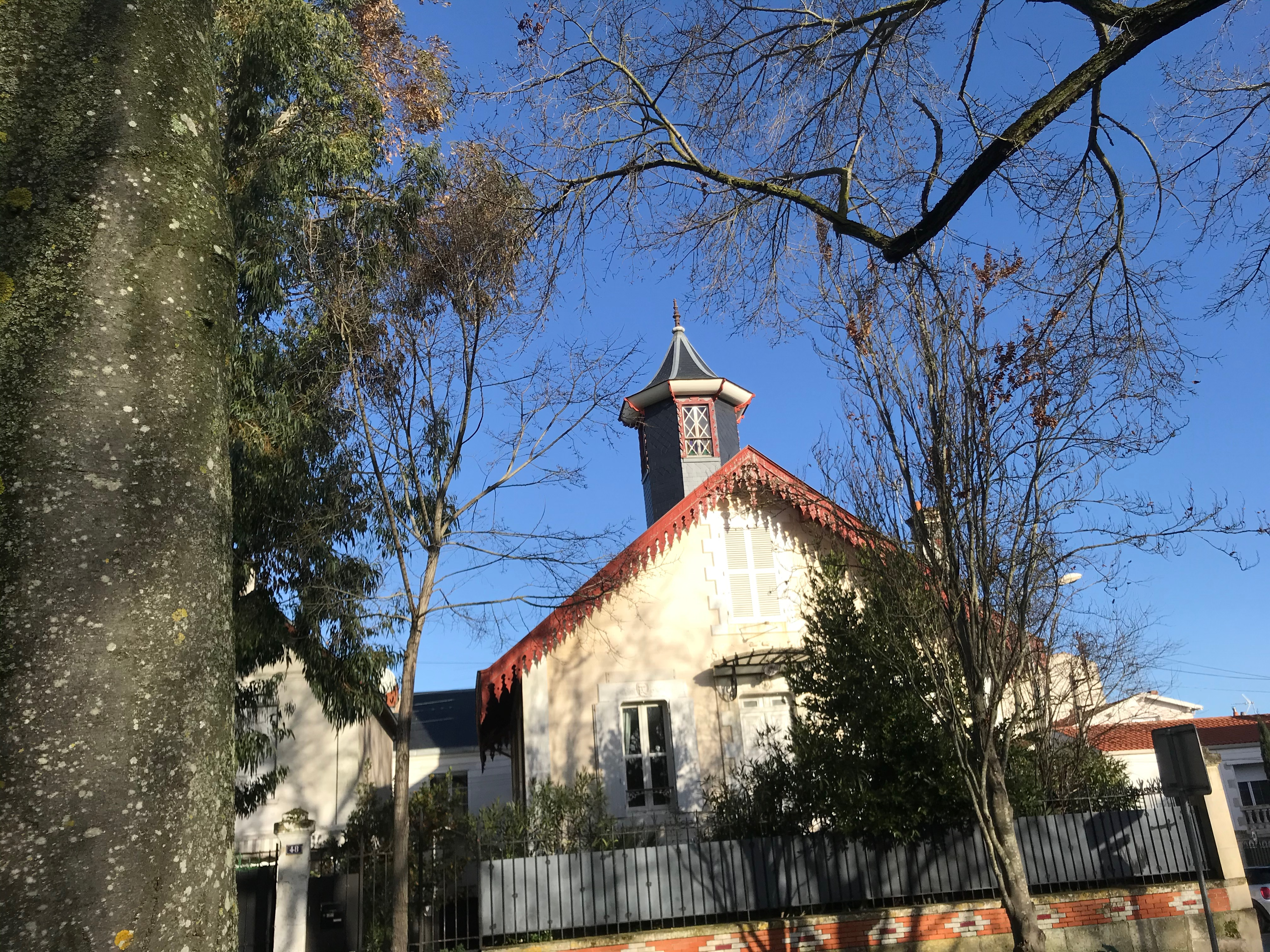
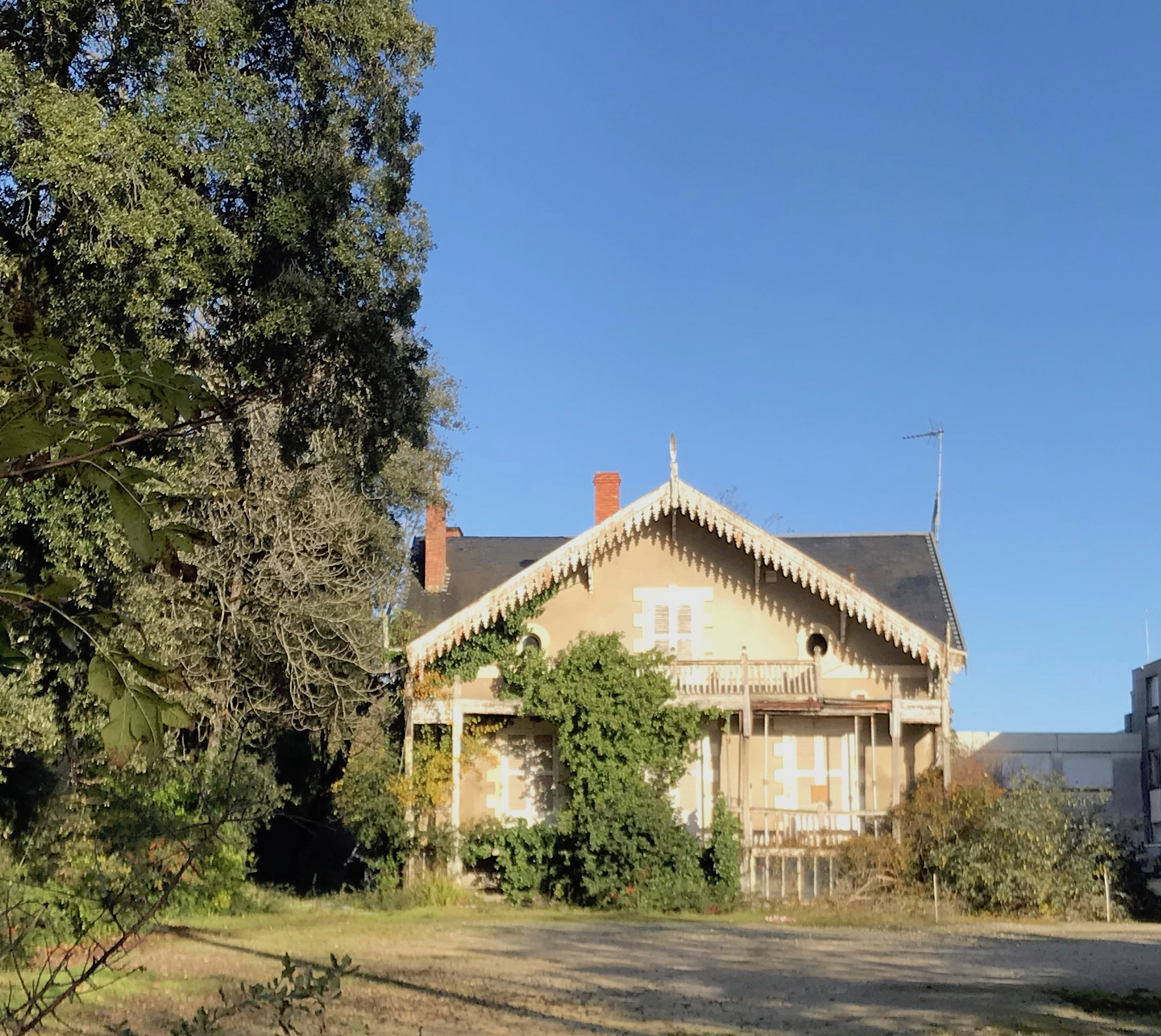
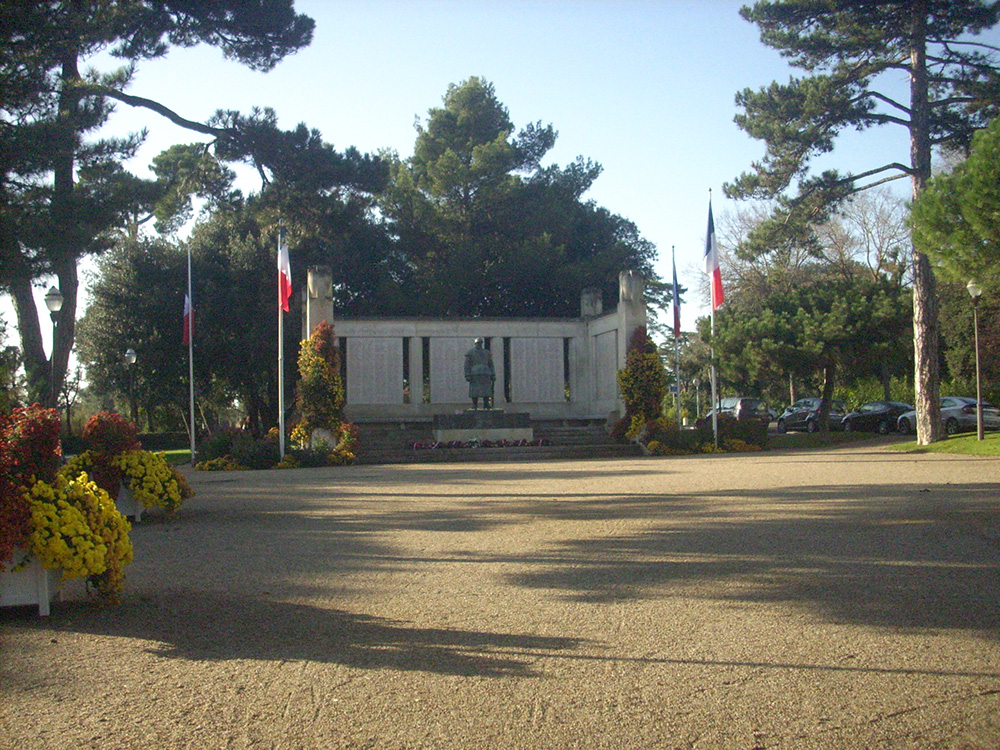
Monument aux morts
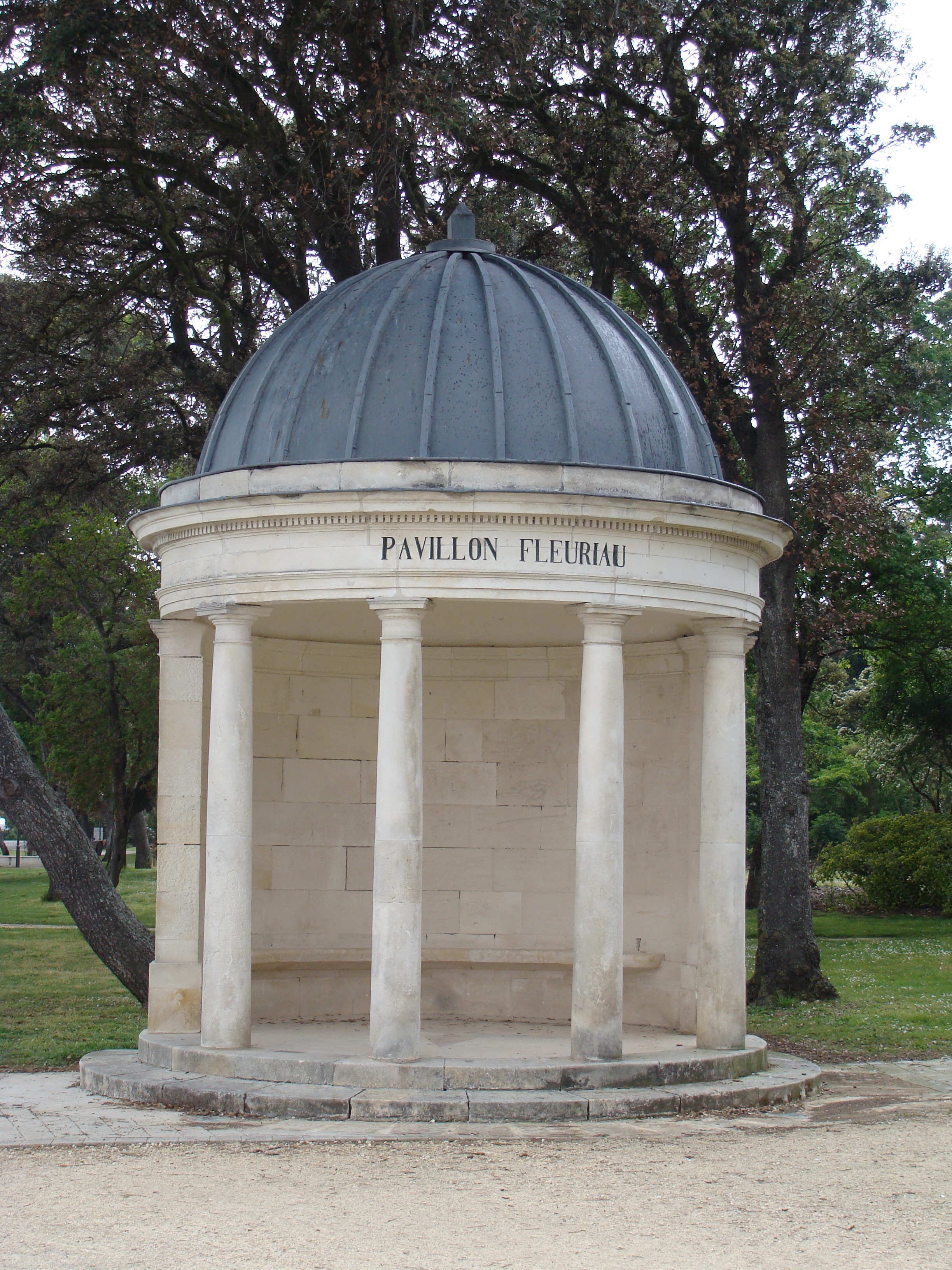
Pavillon Fleuriau (parc d'Orbigny)